# Komala
Le Komalay Shorshgeri Zahmatkeshani Kurdistani Iran, ou Komala  (anglais : Komala Party of Iranian Kurdistan ; kurde : كۆمه‌ڵه‌ی شۆڕشگێڕی زه‌حمه‌تكێشانی كوردستانی ئێران, romanized: Komełey Şorrişgêrrî Zehmetkêşanî Kurdistanî Êran),  est un parti social-démocrate, du Kurdistan iranien. Komala se bat pour un gouvernement fédéral,, iranien avec un gouvernement laïc qui suit la démocratie.

## Création

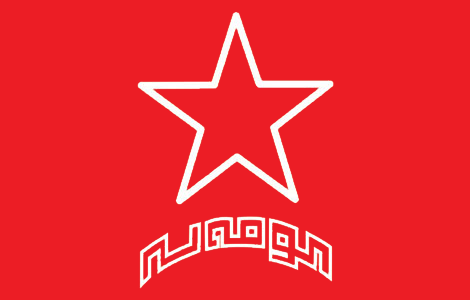
Drapeau du Komala.

Komala est un mot kurde qui signifie « société », au sens large comme au sens restreint d’association, de comité ; c’est aussi, depuis 1969, le sigle de l’« Organisation révolutionnaire du peuple ouvrier du Kurdistan ». Le choix de ce nom n’est évidemment pas neutre, car il évoque le Komala y Jiyanenewe-y Kurd, l’« Association pour la Renaissance kurde ». Cette organisation fondée en 1942, avait favorisé création de l’éphémère République de Mahabad en 1946-47, à la faveur de l’occupation du nord de l’Iran par les troupes soviétiques. C’est aussi, symboliquement, reprendre l’héritage du « Parti démocratique du Kurdistan iranien » (PDKI), lui-même issu de ce premier Komala, et par ce geste, symboliquement proclamer sa mort en tant qu’organisation révolutionnaire, en reprendre le flambeau. Au « nationalisme bourgeois » du PDKI, le Komala oppose une vision axée sur la lutte sociale.
À l’origine, il s’agit d’un groupe étudiant d’inspiration maoïste créé à Téhéran par des étudiants kurdes. Il ne compte, à sa création, guère plus de cinq personnes. L’organisation se caractérise par le refus de la guérilla, le rejet du révisionnisme soviétique et celui du nationalisme kurde. Après quelques années de gestation intellectuelle, Komala va s’engager dans le travail de masse en direction de la classe ouvrière. Elle mène une activité de propagande clandestine, qui lui vaut l’emprisonnement de nombreux militants en 1975. La révolution de 1978 va lui permettre de se développer au grand jour, jusqu’à l’intervention militaire des troupes iraniennes dans la province occidentale. Les militants de Komala vont alors saisir l’occasion historique, en appelant à la résistance armée face au régime islamiste. À la faveur de l’insurrection contre le chah, les Komalistes s’équipent en armes saisies dans les casernes et mettent sur pied un embryon d’organisation militaire.
Le Komala milite pour une réforme agraire, la défense des droits des travailleurs, et la réduction du rôle et de l'influence des chefs tribaux. Le parti bénéficie d'une grande popularité parmi les Kurdes d'Iran à la fin des années 1970.

## L'insurrection du1erfévrier 1979
Komala s’était fait connaître par des accrochages violents avec les forces de l’ordre dans la région de Bokan, où l’organisation est bien implantée, et par des manifestations ouvrières habilement maquillées en fêtes religieuses, à l’occasion de l’Aïd, la fin du jeune de ramadan. Cette agitation lui vaut immédiatement les foudres du PDKI, qui voit dans la nouvelle république un espoir pour l’autonomie du Kurdistan. Le soulèvement qui éclate le 1er février 1979 au Kurdistan, le jour même du retour de l’Ayatollah Khomeiny de son exil français, va servir de déclencheur.
C’est un chef religieux kurde, Cheick Ezzedine Hosseiny, qui va s’imposer comme le porte-parole des revendications à l’autonomie. Il est ouvertement progressiste, démocrate et laïque, ce qui lui vaut régulièrement les foudres de l’ayatollah Khomeiny. Au départ, c’est un allié du PDKI, qui va utiliser son autorité comme caisse de résonance de son orientation politique. Il devient rapidement très populaire, mais s’émancipe progressivement du PDKI pour se rapprocher de Komala, dont le discours radical cadre mieux avec son opposition à Khomeini. Son entourage, sa garde rapprochée et son staff politique deviennent un repaire de Komalistes, malgré l’indépendance qu’il persiste à afficher.
Le 14 février, une délégation formée de Cheick Ezzedine et de représentants du PDKI, de Komala et des Fedayin, est reçue à Mahabad par le ministre du travail et des affaires sociales. Les délégués présentent une déclaration en six points, qui pose les bases de la revendication « d’autonomie du Kurdistan dans un Iran démocratique. Le lendemain, un membre du Comité central de Komala est tué dans l’assaut de la sous-préfecture de Sanandaj, lors de l’insurrection. Ce 15 février restera considéré comme « le jour de Komala ».
Au même moment, les insurgés distribuent aux civils les armes saisies dans les casernes lors de la chute du Chah. Les affrontements avec les pasdaran, les « Gardiens de la révolution islamique », se multiplient. Lorsque Téhéran annonce la nomination de dignitaires religieux aux postes de responsabilité à Sanandaj, c’est l’émeute. Il y aura plusieurs morts. À la fin du mois de mars, 90 % des habitants du Kurdistan boycottent le référendum. Comment choisir, lorsque la question posée est « Êtes-vous pour la monarchie ou pour la république islamique ? ».
La réaction à Téhéran est extrêmement brutale, puisque dès le mois, l’ayatollah Khomeiny envoie l’armée occuper les villes du Kurdistan, reprenant Sanandaj. Le 19 août 1979, il annonce la guerre sainte contre « les groupuscules athées du Kurdistan ». Malgré cela, Abdul Rahman Ghassemlou, le célèbre leader du PDKI, tente de maintenir le dialogue. Il reste persuadé qu’il est possible de négocier avec Khomeini, même s’il est entouré de jeunes loups plus dangereux que lui. À sa manière, le vieux social-démocrate kurde considère le religieux comme représentant de la « bourgeoisie nationale progressiste ». En novembre 1979, il fait acclamer Khomeini par la foule à Mahabad. Son entêtement à dialoguer avec l’adversaire se terminera de manière tragique, lorsqu’en 1989 il sera assassiné par les services secrets iraniens au cours de négociations discrètes à Vienne (Autriche). Au contraire, la ligne radicale de Komala va s’illustrer dans le refus des négociations, le combat pour la dissolution de l’assemblée des experts (assemblée constitutionnelle) et pour une nouvelle constitution.

## L'insurrection du 19 avril 1980
L’insurrection reprend le 19 avril 1980 à Sanandaj, dans laquelle conseils et comités s’organisent en une véritable Commune, qui puise ouvertement son inspiration dans celle de Paris. Bani Sadr, président de la république et commandant des forces armées, renforce la pression militaire sur le Kurdistan. L’ethnologue Gérard Heuzé, qui a traversé l’Iran durant cette année 1980, a brossé un portrait de la situation et des militants de Komala. Dans les villages les plus reculés, ils s’occupent d’alphabétisation et de réforme agraire, parvenant à vaincre la méfiance envers la scolarisation des filles. La réforme agraire n’est pas un vain mot : ils expulsent les propriétaires terriens dans les villages qu’ils contrôlent. Mais malgré leur athéisme militant, ils conservent les Mollahs, qui bénéficient toujours de la confiance des paysans. Cette attitude leur vaut un certain soutien populaire, y compris dans les familles musulmanes traditionnelles : les Komalistes s’inscrivent sans trop de problème dans la tradition des bandes armées kurdes hostiles au pouvoir central – le marxisme-léninisme en plus.
À Marivan, petite cité située à proximité de la frontière irakienne, les locaux de Komala sont installés dans l’ancien palais de justice, tandis que les Feyadin — une autre organisation d'extrême-gauche - sont installés dans la gendarmerie. Les peshmergas des deux groupes agiront volontiers ensemble durant toute la guerre, malgré des désaccords idéologiques… sur l’appréciation de la nature de l’URSS. De fait, les organisations révolutionnaires gèrent la ville selon leurs propres normes. On discute beaucoup durant ces journées révolutionnaires, de la nature de l’URSS, de l’Albanie socialiste, ce petit pays rural et montagneux qui n’est pas sans ressemblances avec le Kurdistan, et de la place de l’insurrection kurde dans la révolution mondiale, alors même que la majeure partie de l’extrême-gauche mondiale continue de regarder avec sympathie la république islamique naissante.

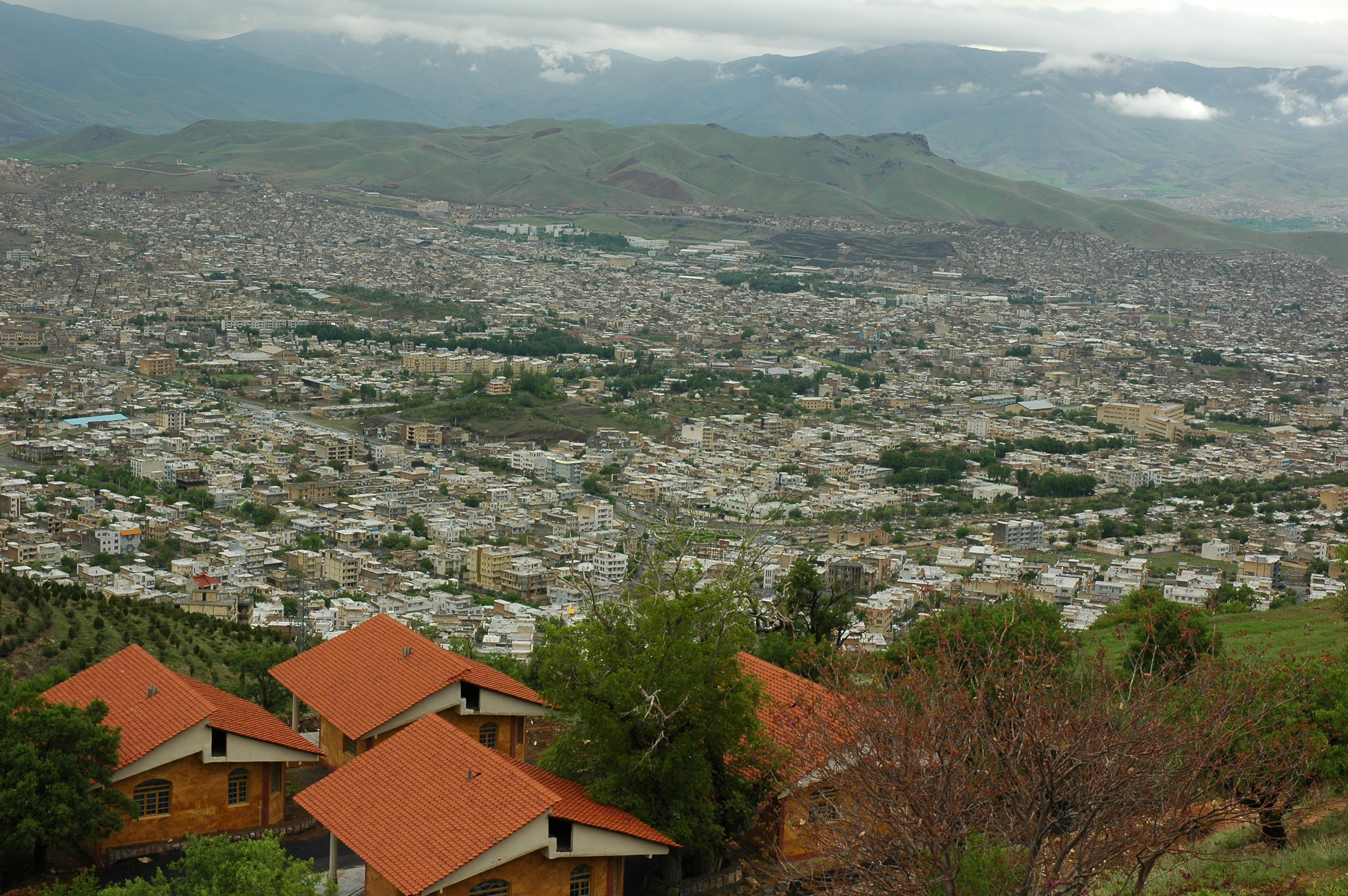
La ville kurde de Sanandaj et les collines alentour, zone d'implantation de Komala.

Les militants de Komala sont également bien implantés à Sanandaj, bénéficiant de la méfiance de la jeunesse à l’égard des manœuvres de Ghassemlou en direction du régime de Téhéran. Ils s’implantent en milieu ouvrier, notamment dans les carrières de pierre où une grève de 43 jours va éclater. Lorsqu’au mois de mai, l’armée iranienne assiège Sanandaj, ils lancent le slogan « Faire de Sanandaj un nouveau Stalingrad », entendant par là mettre un coup d’arrêt à la réaction, quelque en soit le prix. Cette résistance désespérée va contraindre le PDKI, partisan de quitter la ville, à rester contre son gré jusqu’à l’évacuation finale. Bien organisés, sérieux dans leur travail militant, solidement armés et surtout animés d’une volonté claire, les Komalistes jouent un rôle clef dans l’insurrection. Se moquant de leur sérieux, Ghassemlou prétend réussir à distinguer ses peshmergas de ceux de Komala par leur expression : « celui qui ne sourit jamais est membre de Komala ».

## En guerre contre la république islamique d’Iran
Au plus fort de son activité, Komala dispose d’une force armée de deux à trois mille combattants peshmergas (combattants) dans le nord de l’Iran, en pays kurde. Pour comparaison, à la même époque, PDKI de Ghassemlou, son principal concurrent, dispose de 10 000 combattants, et les Mujaheddin-e-Khalq (« Organisation des moudjahiddines du peuple iranien »), environ un millier. Dans ses rangs, fait unique dans les organisations kurdes de l’époque, les femmes ont accès à toutes les fonctions militaires.
Komala dispose d’une véritable zone libérée dans laquelle elle organise la vie des villages, et contrôle de fait les villes de la région. De septembre 1980 au printemps 1984, ce n’est pas moins de 60 000 km2 qui échappent à l’autorité de Téhéran, contrôlés entre les différentes organisations de la guérilla. Mahabad, l’ancienne capitale de la République du Kurdistan proclamée en 1945, avec le soutien de l’armée rouge, Sadacht et Bokan, sont complètement contrôlées par les organisations Kurdes.
Dans cette zone, Komala dispose de nombreuses écoles ; hôpital, avec le soutien de Médecins sans frontières – Bernard Kouchner viendra lui-même rendre visite aux Komalistes, malgré sa préférence marquée pour le PDKI de Ghassemlou ; d’une école de formation des cadres, où l’on enseigne le marxisme-léninisme, le programme de Komala et celui des autres organisations ; d’une station de radio « La voix de la révolution d’Iran », qui émet en persan et en kurde. Cette dernière est vitale pour la propagande mais aussi la transmission des consignes politiques et militaires. Son journal, Pishro (« l’avant-garde ») parait de manière très régulière, et est diffusé clandestinement jusque Téhéran et en Europe. Villes et villages sont organisés en shuras, en conseils qui gèrent selon les principes de démocratie directe. Avec quelques mois de retard, le PDKI organisera lui-même sa zone libérée en conseils de village sur le modèle de Komala.
Encouragés par ces succès, un petit groupe de militants proposent d’exporter la guérilla en installant un foyer au Luristan. La direction hésite, car la situation n’y est pas du tout la même : Komala a pu s’appuyer sur l’insurrection populaire, mais ne l’a pas créée artificiellement. Malgré cela, une dizaine de peshmergas tentent l’aventure : ils sont rapidement découverts et massacrés par les militaires. Cela témoigne tout de même du refus des Komalistes de rester isolés au Kurdistan, alors qu’ils se voient comme partie intégrante du mouvement révolutionnaire iranien.
L’armée iranienne se lance lentement dans la reconquête, en raison de la sympathie que nombre de soldats éprouvent pour les insurgés. Certains pilotes d’hélicoptères préfèrent épuiser leurs munitions dans le vide, puis passer sur les villages rebelles en saluant les peshmergas, que de participer à la répression. Mais à partir de septembre 1982, leur mise au pas ouvre la place aux militaires islamistes, qui ne font pas de quartier et font bombarder systématiquement les villages liés à la guérilla. Cependant, peu préparée à affronter une insurrection en zone de montagne, dénuée de véritables spécialistes de la contre-guérilla, l’armée encaisse les défaites en se contentant de submerger ses adversaires par un nombre croissant des soldats et un quadrillage systématique de la région : au cœur de la guerre Iran-Irak, Téhéran ne consacre pas moins de 150 000 hommes pour boucler le Kurdistan et anéantir la rébellion, ce qui immobilise une part non négligeable de son armée en plein conflit contre l’Irak. La nécessité de défendre la zone libérée, les villes et les structures (radio, écoles, hôpital) va faire du conflit une guerre de position, très éloignée de la conception classique de la guérilla. Lorsque la perte de ces positions va contraindre les insurgés à reprendre la lutte sous une forme plus mobile, la défaite n’est plus très loin. Lors de son congrès de février 1984, Komala est obligée de constater qu’ils ont reculé militairement, perdu les villes et subi plus de 200 morts de Norouz 1982 à 1983. La guérilla aurait infligé 20 000 pertes humaines au régime islamique, en subissant environ 1000 pertes humaines sur toute la durée de l’insurrection .
L’armée iranienne n’hésite pas à parachuter des jeunes filles fanatisées par la révolution islamique, qui mènent des opérations de sabotage et d’empoisonnement des sources dans la zone libérée. Ces actions posent problème au commandement militaire de Komala, qui hésite sur la conduite à tenir. La première fois qu’ils capturent des prisonniers, ils les font traduire devant un « tribunal révolutionnaire » avant de les exécuter. Mais cette pratique leur paraît incompatible avec leurs propres principes. Ils envoient une délégation auprès de l’état major iranien afin de négocier les échanges de prisonniers, une pratique qu’ils maintiendront durant toute la guerre. Ainsi, ayant capturé un hélicoptère dont ils n’ont pas usage, faute de savoir le piloter, ils le rendent à l’adversaire en l’échange de la libération de prisonniers. Par contre, ils conservent pour leur usage les dix-neuf blindés qu’ils ont capturés.
L’essentiel de l’armement vient des saisies opérées sur l’adversaire. Néanmoins, l’approvisionnement en munitions pose problème, d’autant que les soutiens extérieurs sont maigres. Saddam Hussein, qui soutient systématiquement les opposants au régime iranien avec lequel il est en guerre, leur en propose. Komala commence par refuser, puis, alors que la pression militaire s’accentue et que leur zone libérée commence à se réduire, finit par négocier ses conditions : ils acceptent armes, munitions et bases de repli au Kurdistan d’Irak, mais refuse toute pression politique et tout soutien au régime baasiste. Bagdad accepte, naturellement, car son objectif est avant tout de renforcer l’épine dans le pied iranien que constitue la guérilla. C’est cette compromission, qui ne va pas sans débat et qui fera ensuite l’objet d’une sévère autocritique, qui permettra bientôt aux idées de Komala de se diffuser en Irak.

## La guerre avec le PDKI
Quant aux relations avec le Parti démocratique du Kurdistan Iranien (PDKI), elles vont s’envenimer jusqu’à la guerre civile. Les désaccords portaient sur l’appréciation de Khomeini, sur les négociations avec le pouvoir central, mais aussi sur le rôle de l’Islam. Quoique officiellement socialiste, le PDKI se présente volontiers aux paysans comme un parti musulman et réserve aux religieux un créneau radiophonique. Mais c’est l’adhésion du PDKI au « Conseil national de la résistance », un front mis au point par la secte islamo-gauchiste des Mujahidins e-Khalq, et l’acceptation du principe d’une « république démocratique islamique », qui va envenimer les relations entre les deux organisations. Dès septembre 1982, trois responsables de Komala sont assassinés près de Mahabad, entraînant des affrontements armés entre les peshmergas des deux organisations, qui font plusieurs morts. Une négociation entre Ghassemlou et Jaffar Shaffri, représentant de Komala, permet de calmer le jeu. Les prisonniers sont échangés, les armes restituées et, au nom de la démocratie révolutionnaire, Komala est autorisée à diffuser sa propagande dans les villages contrôlés par le PDKI. Une unité tactique se met en place entre les deux partis adverses, dans la défense du Kurdistan révolutionnaire contre l’armée iranienne.
Mais guerre qui n’allait pas tarder à reprendre entre le PDKI et son rival communiste. Au printemps 1984, les nationalistes lancent une attaque armée contre les bases militaires de Komala. Ceux-ci réagissent d’abord par une tentative de négociation de paix, qui échoue. Les nationalistes mènent alors une seconde offensive, qui entraîne cette fois une réaction immédiate : les peshmergas rouges prennent d’assaut le quartier général de PDKI. La guerre va durer trois ans. Comme les peshmergas ne portent pas d’uniforme, les confusions sont fréquentes entre les deux camps, que seul distingue l’usage du drapeau, rouge pour les uns, kurde pour les autres. C’est une période difficile pour Komala, car contrairement à l’armée iranienne qui maîtrise mal le combat en montagne, les peshmergas nationalistes ont une excellente maîtrise du terrain et des techniques d’embuscade, et cette guerre civile va se révéler aussi meurtrière qu’éprouvante. En même temps, la rupture de l’unité entre communistes et nationalistes facilite la reconquête de l’armée iranienne. Fin 1984, il ne reste rien du Kurdistan libéré, même si les guérillas sont toujours actives.

## La création du Parti communiste d’Iran
D’inspiration maoïste, puis pro-albanaise, Komala avait à l’origine des conceptions nettement populistes. Leur emblème est une carte de l’Iran, recouverte d’un fusil et d’une charrue. Le peuple des campagnes, la réforme agraire et le droit des minorités nationales sont leurs principaux axes d’intervention. Mais face à l’évolution de la situation, les militants acceptent de les remettre en cause. Or, les polémiques de Mansoor Hekmat à l’encontre des impasses du populisme convergeaient avec leurs propres doutes. Les premiers contacts ont sans doute eu lieu à l’université de Téhéran, où se diffuse la presse de Komala. Rapidement après les premiers contacts, l’Union des combattants communistes trouva refuge dans ce « sanctuaire », pour y tenir son premier congrès. Dès 1982, la majeure partie de la direction de l’Union des combattants communistes est venue se réfugier au Kurdistan, y compris Mansoor Hekmat et sa compagne Azar Majedi. En septembre 1983, la fusion avec Komala et d’autres fractions qui s’étaient rapprochées du marxisme révolutionnaire de Mansoor Hekmat, alias Nader, permettait la création du Parti communiste d'Iran. Malgré un certain nombre de points de convergences, la fusion entre Komala et l’Union des combattants communistes n’était pas quelque chose qui allait de soi, comme allait le révéler la suite des événements.
Qu’est-ce qui a rendu possible la fusion ? La convergence des deux organisations repose en réalité sur des préoccupations communes antérieures à la révolution. D’abord, le lien avec la classe ouvrière. Dès 1972, Komala avait mis l’accent sur la nécessité de s’implanter dans la classe ouvrière, alors que les autres organisations de gauche s’en préoccupent moins. Puis en 1975, les Komalistes commencèrent à critiquer la conception selon laquelle l’Iran était un pays « semi-colonial et semi-féodal », analyse importée de Chine et d’Albanie, pour mettre l’accent sur le rôle de la bourgeoisie comprador, c’est-à-dire de la fraction de la bourgeoisie qui tient sa position de son rôle d’intermédiaire avec le marché capitaliste mondial.
Sensibles à l’évolution réelle du capitalisme en Iran, ils sont donc amenés à rompre avec la conception dominante au sein l’extrême-gauche. Mansoor Hekmat, en insistant sur la notion de dépendance de la bourgeoisie iranienne vis-à-vis de l’impérialisme, se situe donc dans la même lignée théorique. Avait-il déjà connaissance de l’analyse de Komala lorsqu’il rédigea ses premiers textes sur la question ? Difficile de le savoir. Enfin, la résistance armée de Komala dès 1979, son irréductible opposition aux islamistes et son refus de toute forme de soutien ou de reconnaissance à l’ayatollah Khomeini, allaient dans le même sens que le refus de Mansoor Hekmat de voir dans ces mêmes islamistes l’expression de la « bourgeoisie nationale progressiste ».
La convergence était facilitée par des bases théoriques communes suffisamment larges. Lors de son deuxième congrès en avril 1981, Komala procède à une vaste autocritique de ses conceptions, dont elle fit largement la publicité. Cela amorçait le rapprochement officiel avec l’Union des militants communistes. Le travail commun entre les deux organisations commence donc alors que la guerre fait rage au Kurdistan. Lors du IIIe congrès de Komala, les deux organisations adoptent  un même programme communiste. Puis en avril 1983, est formé un comité chargé d’organiser le congrès de fusion. Il comprend sept membres, quatre pour Komala et trois pour l'Union des combattants communistes. Dernière étape enfin, en août 1983, le Parti communiste d'Iran est fondé. Komala devient son Organisation du Kurdistan, et l’un de ses fondateurs, Abdulah Mohtadi, est élu secrétaire général. Des courants et militants issus d‘autres organisations de gauche, de Pekyar ou des Feyadin, vont rejoindre la nouvelle organisation.

## La rupture au sein du Parti communiste d'Iran
En 1984, lors de la guerre avec le PDKI, Mansoor Hekmat lui-même est contraint de fuir en Suède, puis en Grande-Bretagne. De nombreux militants ont déjà dû quitter l’Iran, rejoignant les étudiants qui avaient animé le soutien à l’Union des militants communistes dès le début des années quatre-vingt.
Dans l’émigration, Mansoor Hekmat va développer ses théories, jusqu’à remettre en cause certains des fondements de l’idéologie du Parti communiste d’Iran. Le premier épisode de cette lutte prend place en 1989, à la faveur de la retraite militaire de Komala. Mansoor décide de démissionner de toutes ses responsabilités à la direction et de retourner militer à la base. Il crée une Fraction communiste ouvrière au sein du parti, qui exprime les vues de la gauche anti-nationaliste. Celle-ci emporte un succès massif lors du congrès, où il est réélu à la direction. Mais à l’occasion de la première guerre du Golfe, le courant nationaliste kurde au sein du Parti communiste d'Iran, resté relativement silencieux jusque-là, se réveille  et propose – dans une motion proposée par le secrétaire général Abdullah Mohtadi – de soutenir l’Union patriotique du Kurdistan, qui est au même moment en train de négocier son rapprochement avec l’armée américaine. Mansoor Hekmat est conscient que cette position n’exprime pas seulement l’avis de quelques nationalistes venus de Komala, mais les limites du parti lui-même. Il démissionne de nouveau, non plus de la direction, mais du parti lui-même. La majorité des militants décide de la suivre : ce n’est donc pas réellement une scission qui s’opère, mais un retrait à l’amiable, qui évite des affrontements.
Rapidement après, Mansoor Hekmat crée le Parti communiste-ouvrier d'Iran. Au sein de Komala, l’organisation au Kurdistan, la direction militaire se rallie pour l’essentiel au nouveau parti, mais la majorité des peshmergas reste avec Abdullah Mohtadi.

## Komala après la scission
De 2001 à 2005, Komala a mené des opérations de « propagande armée », envoyant des commandos de peshmergas distribuer de la propagande sans faire usages de leurs armes. Ils ont mis fin à cette pratique sur la demande du gouvernement régional du Kurdistan d'Irak, où sont stationnés leurs forces. le parti se présente désormais comme fédéraliste, social-démocrate favorable au modèle scandinave, et aspire à rejoindre l'Internationale socialiste. Abdullah Mohtadi n'est pas hostile à l'idée de recevoir un soutien financier des États-Unis, mais déclarait en 2007 n'en avoir jamais reçu.
L'Iran ainsi que le Japon ont classé Komala comme une organisation terroriste.